# Meyer Optik Görlitz
 (octobre 2023).
Pour les articles homonymes, voir Meyer.
Meyer Optik Görlitz (ou Goerlitz ; allemand), à l'origine Hugo Meyer & Co, était une ancienne société d'optique de Görlitz en Allemagne. Elle a été fondée en 1896 par l'opticien Hugo Meyer (21 mai 1863 - 1er mars 1905) et l'homme d'affaires Heinrich Schätze. L'entreprise a démarré avec succès en développant l'objectif grand angle Aristostigmat et en rachetant l'institut d'optique Schulze et Billerbeck, qui fabriquait les « objectifs Euryplan », comme on les appelait à l'époque.

## Histoire
En 1920, l'entreprise décide de travailler avec Paul Rudolph, un ancien développeur de Zeiss, qui avait déjà largement contribué au succès des objectifs Protar, Planar et Tessar. Rudolph a également donné à Meyer Optik l'accès à son brevet pour les objectifs dits Plasmat, qui comprenaient à l'époque l'un des objectifs les plus puissants au monde. En 1936, l'entreprise est rebaptisée Optische und Feinmechanische Werke Hugo Meyer & Co et produit environ 100 000 objectifs par an. Pendant la Seconde Guerre mondiale, la production civile est interrompue et l'entreprise produit principalement des composants optiques pour les télescopes.
Après la guerre, l'entreprise a été expropriée de l'industrie de l'armement de Saxe et gérée sous le nom de VEB Optisch-Feinmechanische Werke Görlitz. Dans l'après-guerre, l'entreprise a surtout produit des triplets Trioplan, généralement pour des caméras à viseur produites par les fabricants de caméras de Dresde Welta, Balda, Beier et Altissa. Après avoir été intégré dans les sociétés VEB Pentacon et VEB Carl Zeiss, le nom Meyer-Optik n'a plus été inscrit sur les objectifs après 1971. De nombreux produits ont été abandonnés au profit de modèles concurrents produits par Carl Zeiss, tandis que l'équipement nécessaire à la production de zooms de haute qualité n'a pas pu être fourni.
En 1990, Feinoptische Werk Görlitz a été séparée de VEB Carl Zeiss et transformée en société à responsabilité limitée. Elle a commencé à produire des objectifs portant le logo Meyer-Optik. Toutefois, malgré les efforts de privatisation, l'entreprise n'a pas réussi à attirer des investisseurs et a été liquidée peu de temps après.
En 2014, net SE, une société cotée en bourse (NETK) fondée en 1997, en collaboration avec le gestionnaire de la marque Globell B.V., a présenté de nouveaux objectifs sous le nom de Meyer-Optik-Görlitz au salon photokina et a commencé à livrer les objectifs en décembre de la même année.
En mai 2015, net SE a créé une nouvelle filiale, Meyer Optik USA Inc. pour distribuer les marques Meyer-Optik-Görlitz aux États-Unis. Le siège de Meyer Optik USA se trouve à Atlanta, GA. La même année, net SE - Globell Deutschland a lancé une campagne Kickstarter pour produire le Trioplan f2.9/50, un nouvel objectif spécial qui renoue avec la tradition d'un objectif polyvalent à bokeh en forme de « bulle de savon ».
Selon des rapports plus récents, net SE, la société derrière la marque moderne Meyer Optik Görlitz, aurait organisé ce qui ressemble fort à une escroquerie pyramidale ponzi illégale, avec l'aide implicite de Kickstarter qui aurait toléré des violations de ses conditions de service, censées empêcher exactement ce type d'événement de se produire. Selon le rapport, net SE avait également enregistré plusieurs autres marques déposées pour des sociétés historiques respectables, mais disparues et cherchait des moyens d'isoler les nouvelles entités l'une de l'autre.